# Edward Bartman
Edward Bartman (ur. 17 stycznia 1929 w Nowojowej, zm. 19 października 2018 w Warszawie) – architekt krajobrazu, urbanista, wykładowca akademicki.

## Życiorys
Edward Bartman urodził się 17 stycznia w Nowojowej w województwie małopolskim. Praktykę zawodową rozpoczął w wieku 14 lat. W latach 1949–1950 praktykę odbył w gospodarstwie ogrodniczym w Zakopanem. W 1952 roku pracował w Zarządzie Zieleni Miejskiej w Sopocie. W tym samym roku rozpoczął studia na Wydziale Ogrodniczym w Szkole Głównej Gospodarstwa Wiejskiego w Warszawie. Po ukończeniu studiów rozpoczął pracę wykładowcy akademickiego w Szkole Głównej Gospodarstwa Wiejskiego w Warszawie (SGGW). Pracował również jako konsultant i projektant biorący udział w przedsięwzięciach z zakresu architektury w kraju oraz za granicą. W latach 1959–1960 odbył staż w Langwood Gardens w Pensylwanii (USA). Od 1963 roku był członkiem SARP. Członkiem Towarzystwa Urbanistów Polskich został od 1976. W 1999 roku zakończył pracę w SGGW. Od 2004 roku zaczął pracę w Wyższej Szkole Ekonomiczno-Humanistycznej w Skierniewicach na stanowisku profesora zwyczajnego. Zmarł 19 października 2018 roku w Warszawie. Jest pochowany na cmentarzu parafialnym w Markach (parafia św. Izolda).

## Realizacje
- projekt rewitalizacji Ogrodu Modernistycznego (części geometrycznej oraz naturalistycznej) w Łazienkach Królewskich w Warszawie[3];
- rozplanowanie Ogrodu Chińskiego i Ogrodu przy Białym Domu (Łazienki Królewskie w Warszawie);
- opracowanie projektu parku Dolina Trzech Stawów w Katowicach;
- autor projektu Ogrodu Japońskiego w Chorzowie[4].

## Konkursy
- na założenia projektowe oraz szkic koncepcyjny zagospodarowania przestrzennego środka Wczasów Świątecznych, Centralnego Ogrodu Botanicznego i Skansenu w Powsinie (1963, nagroda równorzędna);
- SARP nr 410 – na projekt Ośrodka Uniwersyteckiego w Poznaniu (1968, wyróżnienie III);
- na projekt zagospodarowania otoczenia jeziora Kierskiego koło Poznania (wyróżnienie);
- na projekt zagospodarowania otoczenia zbiorników wodnych Dzierżno Pławniowice (III nagroda)[5].

## Odznaczenia
- Złoty Krzyż Zasługi (1997);
- Krzyż Kawalerski Orderu Odrodzenia Polski (1990);
- Złoty Medal Ministra Kultury i Sztuki za zasługi w ochronie i pielęgnacji zabytkowych założeń ogrodowych (1995);
- Złota Odznaka Honorowa za zasługi dla SGGW (1996);
- Honorowa Odznaka Ministra Kultury Rzeczypospolitej Polskiej za opiekę nad zabytkami (2003);
- Medal Zasłużony Kulturze „Gloria Artis” (2006);
- Laureat Nagrody Muzeum Łazienki Królewskie (2017)[6].